# Segelfluggelände Mühlberg-Waldeck

i7
i11
i13
Das Segelfluggelände Mühlberg/Waldeck liegt im Gebiet der Stadt Waldeck im Landkreis Waldeck-Frankenberg in Hessen, etwa 2,5 km nördlich von Waldeck.

## Flugbetrieb
Das Segelfluggelände besitzt eine 570 m lange und 30 m breite Start- und Landebahn aus Gras (Richtung 01/19). Es besitzt eine Zulassung für Segelflugzeuge, Motorsegler und Ultraleichtflugzeuge. Der Start von Segelflugzeugen erfolgt per Flugzeugschlepp. Das Segelfluggelände wird von der Flugschule Edersee betrieben.